# خژچانکا وووشچیانگسکا

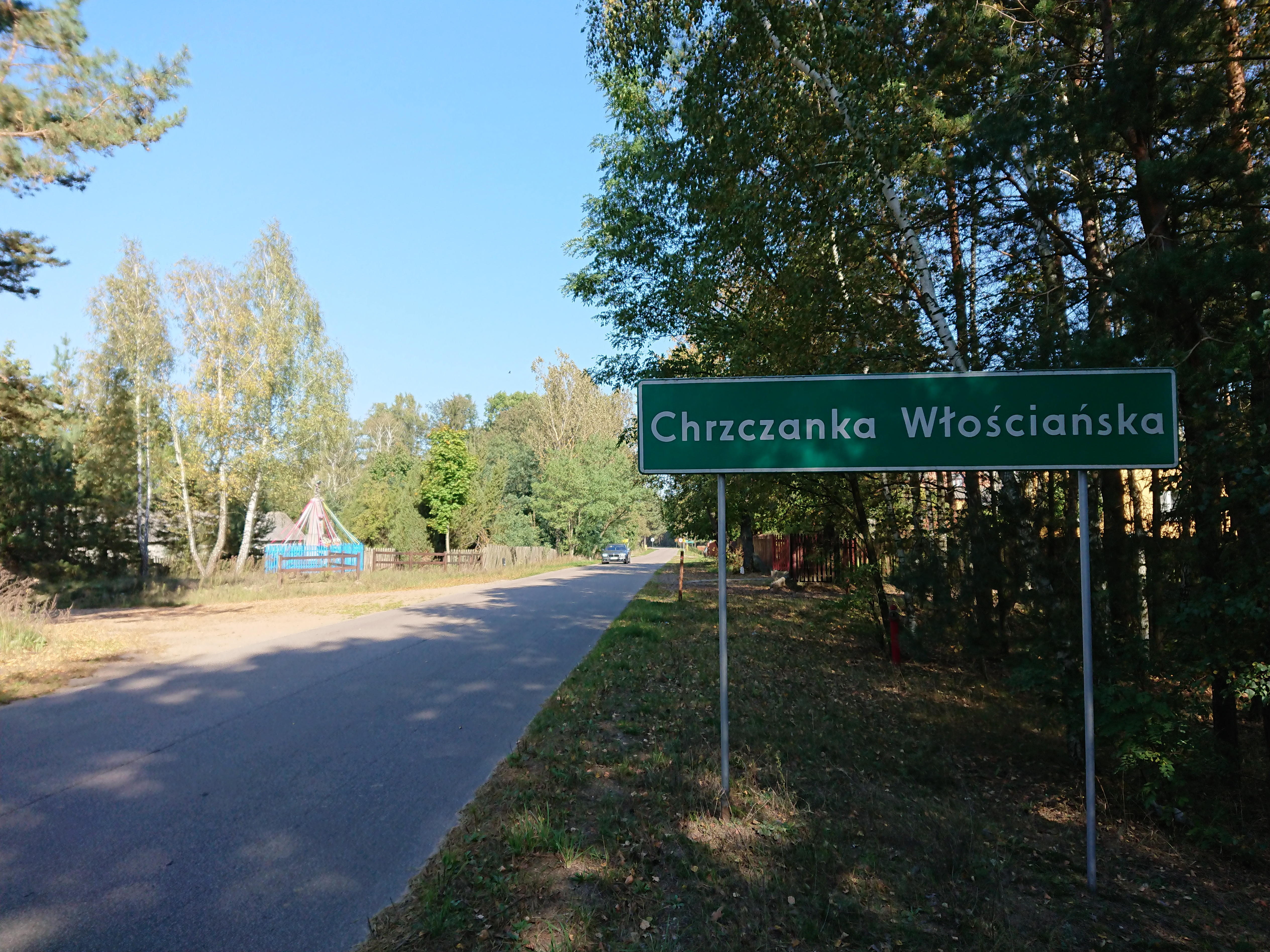
ورودی روستا خژچانکا وووشچیانگسکا

خژچانکا وووشچیانگسکا (به لهستانی:  Chrzczanka Włościańska) یک روستا در لهستان است که در گمینا دووگوشودوو واقع شده‌است.